# Germana Monte-Mór
Germana Monte-Mór (Rio de Janeiro, 1958) é uma desenhista, gravadora, pintora e escultora brasileira. Formou-se em Ciências Sociais na UFRJ e em Artes Plásticas na Fundação Armando Álvares Penteado em 1989 e concluiu Mestrado em Poéticas Visuais pela Escola de Comunicações e Artes da Universidade de São Paulo em 2002. Tendo participado de mais de 70 mostras individuais e coletivas, uma das principais características de seu trabalho é a pesquisa de novos materiais, como o asfalto. Em 2018, organizou junto com Vilma Eid o livro Arte popular brasileira: olhares contemporâneos (WMF Martins Fontes e Instituto do Imaginário do Povo Brasileiro), reunindo reproduções de obras e artigos da arte popular brasileira. Pela obra, Germana ganhou em 2019 o Prêmio Jabuti de melhor livro de Artes.